# Llista de videojocs més venuts
Aquesta és una llista dels videojocs més venuts de tots els temps. Actualment, el videojoc més venut és Minecraft, desenvolupat per l'empresa sueca Mojang. Es tracta d'un videojoc que va aparèixer per primera vegada per a Microsoft Windows, Mac OS X, i Linux l'any 2011. El joc ha estat publicat més tard per a un ampli ventall de plataformes, venent 200 milions de còpies, incloent descàrregues per a mòbils. Grand Theft Auto V i el joc per a mòbils EA Tetris són els únics altres jocs que han aconseguit vendre més de 100 milions de còpies. El joc més venut en una sola plataforma és Wii Sports, amb gairebé 83 milions de vendes a la consola Wii.
Dels 50 jocs més venuts de la llista, la meitat han estat desenvolupats o publicats per Nintendo. Molts han estat publicats per Nintendo amb el seu afiliat, The Pokémon Company. Altres editors amb vàries entrades al més alt de la llista són Activision i Rockstar Games, amb cinc jocs cada un, Electronic Arts amb tres jocs, i Sega i Sony amb dos jocs cada un. Nintendo EAD és el desenvolupador amb més jocs dins el top 50, amb tretze títols a la llista, seguit per Game Freak amb sis jocs de la saga Pokémon. El joc més vell al top 50 és Pac-Man, publicat el juliol de 1980.

## Llistat
| Posició | Títol                                            | Vendes      | Plataforma         | Publicació inicial | Desenvolupador                   | Editor                         | Ref.          |
| ------- | ------------------------------------------------ | ----------- | ------------------ | ------------------ | -------------------------------- | ------------------------------ | ------------- |
| 1       | Minecraft                                        | 200,000,000 | Vàries plataformes | 18 novembre 2011   | Mojang Studios                   | Mojang Studios                 | [ 1 ]         |
| 2       | Grand Theft Auto V                               | 185,000,000 | Vàries plataformes | 17 setembre 2013   | Rockstar North                   | Rockstar Games                 | [ 2 ]         |
| 3       | Tetris (EA)                                      | 100,000,000 | mòbil              | 12 setembre 2006   | EA mobile                        | Electronic Arts                | [ 3 ]         |
| 4       | Wii Sports                                       | 82,900,000  | Wii                | 19 novembre 2006   | Nintendo EAD                     | Nintendo                       | [ 4 ]         |
| 5       | PlayerUnknown's Battlegrounds                    | 70,000,000  | Vàries plataformes | 20 desembre 2017   | PUBG Corporation                 | PUBG Corporation               | [ 5 ]         |
| 6       | Super Mario Bros.                                | 48,240,000  | Vàries plataformes | 13 setembre 1985   | Nintendo                         | Nintendo                       | [ a ]         |
| 7       | Pokémon Red / Green / Blue / Yellow              | 47,520,000  | Game Boy / Color   | 27 febrer 1996     | Game Freak                       | Nintendo                       | [ b ]         |
| 8       | Wii Fit / Plus                                   | 43,800,000  | Wii                | 1 desembre 2007    | Nintendo EAD                     | Nintendo                       |               |
| 9       | Tetris (Nintendo)                                | 43,000,000  | Game Boy / NES     | 14 juny 1989       | Nintendo R&amp;D1                | Nintendo                       | [ c ]         |
| 10      | Mario Kart 8 / Deluxe                            | 41,860,000  | Wii U / Switch     | 29 maig 2014       | Nintendo EAD                     | Nintendo                       | [ d ]         |
| 11      | Pac-Man                                          | 39,498,000  | Vàries plataformes | 1 juliol 1980      | Namco                            | Namco                          | [ e ]         |
| 12      | Mario Kart Wii                                   | 37,380,000  | Wii                | 10 abril 2008      | Nintendo EAD                     | Nintendo                       |               |
| 13      | Red Dead Redemption 2                            | 34,000,000  | Vàries plataformes | 26 octubre 2018    | Rockstar Studios                 | Rockstar Games                 | [ 6 ]         |
| 14      | Wii Sports Resort                                | 33,140,000  | Wii                | 25 juny 2009       | Nintendo EAD                     | Nintendo                       |               |
| 15      | Animal Crossing: New Horizons                    | 31,180,000  | Nintendo Switch    | 20 març 2020       | Nintendo EPD                     | Nintendo                       |               |
| 16      | New Super Mario Bros.                            | 30,800,000  | Nintendo DS        | 15 maig 2006       | Nintendo EAD                     | Nintendo                       | [ 7 ]         |
| 17      | New Super Mario Bros. Wii                        | 30,320,000  | Wii                | 11 novembre 2009   | Nintendo EAD                     | Nintendo                       |               |
| 18      | Terraria                                         | 30,300,000  | Vàries plataformes | 16 maig 2011       | Re-Logic                         | Re-Logic / 505 Games           | [ 8 ]         |
| 19      | The Elder Scrolls V: Skyrim                      | 30,000,000  | Vàries plataformes | 11 novembre 2011   | Bethesda Game Studios            | Bethesda Softworks             | [ 9 ]         |
| 19      | Call of Duty: Modern Warfare                     | 30,000,000  | Vàries plataformes | 25 octubre 2019    | Infinity Ward                    | Activision                     | [ 10 ]        |
| 19      | Diablo III / Reaper of Souls                     | 30,000,000  | Vàries plataformes | 16 maig 2012       | Blizzard Entertainment           | Blizzard Entertainment         | [ 11 ]        |
| 22      | Pokémon Gold / Silver / Crystal                  | 29,490,000  | Game Boy Color     | 21 novembre 1999   | Game Freak                       | Nintendo                       | [ f ]         |
| 23      | Duck Hunt                                        | 28,300,000  | NES                | 21 abril 1984      | Nintendo R&amp;D1                | Nintendo                       | [ 12 ]        |
| 24      | Wii Play                                         | 28,020,000  | Wii                | 2 desembre 2006    | Nintendo EAD                     | Nintendo                       |               |
| 25      | The Witcher 3 / Hearts of Stone / Blood and Wine | 28,000,000  | Vàries plataformes | 19 maig 2015       | CD Projekt Red                   | CD Projekt                     | [ 13 ] [ 14 ] |
| 26      | Grand Theft Auto: San Andreas                    | 27,500,000  | Vàries plataformes | 26 octubre 2004    | Rockstar North                   | Rockstar Games                 | [ 15 ]        |
| 27      | Super Mario World                                | 26,662,500  | Vàries plataformes | 21 novembre 1990   | Nintendo EAD                     | Nintendo                       | [ g ]         |
| 28      | Call of Duty: Modern Warfare 3                   | 26,500,000  | Vàries plataformes | 8 novembre 2011    | Infinity Ward / Sledgehammer     | Activision                     | [ 16 ]        |
| 29      | Call of Duty: Black Ops                          | 26,200,000  | Vàries plataformes | 9 novembre 2010    | Treyarch                         | Activision                     |               |
| 30      | Pokémon Sun / Moon / Ultra Sun / Ultra Moon      | 25,090,000  | Nintendo 3DS       | 18 novembre 2016   | Game Freak                       | Nintendo / The Pokémon Company | [ h ]         |
| 31      | Grand Theft Auto IV                              | 25,000,000  | Vàries plataformes | 29 abril 2008      | Rockstar North                   | Rockstar Games                 | [ 17 ]        |
| 32      | Pokémon Diamond / Pearl / Platinum               | 24,730,000  | Nintendo DS        | 28 setembre 2006   | Game Freak                       | Nintendo / The Pokémon Company | [ i ]         |
| 33      | Super Mario Bros. 3                              | 24,430,000  | Vàries plataformes | 4 novembre 2010    | Nintendo EAD                     | Nintendo                       | [ j ]         |
| 34      | Call of Duty: Black Ops II                       | 24,200,000  | Vàries plataformes | 12 novembre 2012   | Treyarch                         | Activision                     |               |
| 35      | Kinect Adventures!                               | 24,000,000  | Xbox 360           | 4 novembre 2010    | Good Science Studio              | Xbox Game Studios              | [ 18 ]        |
| 35      | FIFA 18                                          | 24,000,000  | Vàries plataformes | 29 setembre 2017   | EA Canada                        | Electronic Arts                | [ 19 ]        |
| 37      | Sonic the Hedgehog                               | 23,982,960  | Vàries plataformes | 23 juny 1991       | Sonic Team                       | Sega                           | [ k ]         |
| 38      | Nintendogs                                       | 23,960,000  | Nintendo DS        | 21 abril 2005      | Nintendo EAD                     | Nintendo                       |               |
| 39      | Mario Kart DS                                    | 23,600,000  | Nintendo DS        | 14 novembre 2005   | Nintendo EAD                     | Nintendo                       |               |
| 40      | The Legend of Zelda: Breath of the Wild          | 23,140,000  | Wii U / Switch     | 3 març 2017        | Nintendo EPD                     | Nintendo                       | [ l ]         |
| 41      | Super Mario 64 / DS                              | 22,960,000  | Nintendo 64 / DS   | 23 juny 1996       | Nintendo EAD                     | Nintendo                       |               |
| 42      | Super Smash Bros. Ultimate                       | 22,850,000  | Nintendo Switch    | 7 desembre 2018    | Bandai Namco Studios / Sora Ltd. | Nintendo                       |               |
| 43      | Call of Duty: Modern Warfare 2                   | 22,700,000  | Vàries plataformes | 10 novembre 2009   | Infinity Ward                    | Activision                     |               |
| 44      | Pokémon Ruby / Sapphire / Emerald                | 22,540,000  | Game Boy Advance   | 21 novembre 2001   | Game Freak                       | Nintendo / The Pokémon Company | [ m ]         |
| 45      | Borderlands 2                                    | 22,000,000  | Vàries plataformes | 18 setembre 2012   | Gearbox Software                 | 2K Games                       | [ 20 ]        |
| 46      | Pokémon Sword / Shield                           | 20,350,000  | Nintendo Switch    | 15 novembre 2019   | Game Freak                       | Nintendo / The Pokémon Company |               |
| 47      | Super Mario Odyssey                              | 20,230,000  | Nintendo Switch    | 27 octubre 2017    | Nintendo EPD                     | Nintendo                       |               |
| 48      | Frogger                                          | 20,000,000  | Vàries plataformes | 5 juny 1981        | Konami                           | Sega                           | [ 21 ] [ 22 ] |
| 48      | Lemmings                                         | 20,000,000  | Vàries plataformes | 14 febrer 1991     | DMA Design                       | Psygnosis                      | [ 23 ]        |
| 48      | Grand Theft Auto: Vice City                      | 20,000,000  | Vàries plataformes | 27 octubre 2002    | Rockstar North                   | Rockstar Games                 | [ 24 ]        |
| 48      | The Sims 4                                       | 20,000,000  | Vàries plataformes | 2 setembre 2014    | Maxis                            | Electronic Arts                | [ 25 ]        |
| 48      | Marvel's Spider-Man / Remastered                 | 20,000,000  | PS4 / PS5          | 7 setembre 2018    | Insomniac Games                  | Sony Interactive Entertainment | [ 26 ] [ 27 ] |
| 48      | The Last of Us / Remastered                      | 20,000,000  | PS3 / PS4          | 14 juny 2013       | Naughty Dog                      | Sony Computer Entertainment    | [ 28 ]        |